# 바레세역
바레세역(이탈리아어: Stazione di Varese)은 이탈리아 북부 롬바르디아 지방의 바레세 마을과 코무네를 운행한다. 1865년에 개장한 이 역은 포르토 세레시오-밀란 철도 노선에 있다.
역은 현재 레테 페로비아리아 이탈리아나 (RFI)에서 관리하고 있다. 그러나 여객 건물의 상업 지역은 첸토스타치오니(Centostazioni)에서 관리한다. 각 회사는 이탈리아 국영 철도 회사인 페로비에 델로 스타토 (FS)의 자회사이다.
기차 서비스는 롬바르드 철도 회사 트레노르드에서 운영한다.

## 개요
바레세역은 도심의 동쪽 가장자리에 있는 트리에스테 광장에 있다. 도시의 다른 기차역인 바레세 노르드역(Varese Nord), 바레세 카스베노역(Varese Casbeno)과 혼동해서는 안 된다.
이 역은 1865년 9월 26일 갈라라테에서 노선의 종점으로 개업했다. 1894년 7월 18일 포르토 세리시오 구간이 개통될 때까지 터미널역으로 남아 있었다.
역 구내에는 플랫폼이 장착된 5개의 선로가 있으며, 그중 2개는 밀라노와 트레빌리오를 오가는 S5 교외 노선과 열차 종점을 위해 예약되어 있다.
1990년대 초까지 바레세로 향하는 노선을 따라 상품 서비스가 활발하게 이루어졌으며, 역에는 상품 야적이 있었다. 그 이후로 상품 서비스가 종료된 후 그 마당은 FS의 동의로 주차장으로 탈바꿈했다.
여객 서비스에 사용되는 5개의 선로 외에도 역 근처에 운행하지 않는 철도 차량을 보관하는 데 사용되는 일부 선로가 있다. 이 선로는 지방선 유지보수에 사용되는 철도 차량의 기지이기도 하다.

## 열차 이동
역은 밀라노로 가는 교외 철도 서비스의 S5선 종점이다. 또한 스위스 국경 근처의 루가노 호수에 있는 밀라노 포르타 가리발디역과 포르토 세레시오역으로 가는 트레노르드 지역 열차의 종점이기도 하다.
2018년부터 바레세- 아르치자테 (I)-스타비오(CH)-멘드리시오 철도가 개통되면서 바레세역은 국제화되었다. 이것은 바레세-포르토 세레시오 선에서 아르치자테로 분기하고, 스타비오에서 스위스로 들어간다. 새로운 노선에서는 지역 열차가 바레세와 멘드리시오를 연결하고, 말펜사 공항과 루가노를 연결하는 직통 열차도 운행될 예정이다.

## 인터체인지
역은 프라텔리 케네디 광장(Piazzale Fratelli Kennedy)로부터 수백 미터 떨어진 곳에 위치해 있다. 이곳에는 시내버스 노선을 위한 버스 정류장이 있으며, 바레세 노르드역의 교외 버스 정류장에서부터 시 프로젝트에 따라 통합될 것이다.
두 역의 통합은 두 역에 서비스를 제공하는 서로 다른 두 철도 회사의 열차 간의 승객 교환이 쉬워질 것이다. 그러나 두 역은 약간의 고도 차이가 있을 뿐만 아니라 시장 광장과 케네디 광장 버스 정류장으로 분리되어 있기 때문에 계획대로 추진하기에는 어려움이 있을 수도 있다.

## 같이 보기
- 롬바르디아주의 철도역 목록
- 이탈리아의 철도